# Kurt Kuschela
Kurt Kuschela (født 30. september 1988) er en tysk tidligere kanoroer. 
Kuschelas første store internationale resultat var en VM-bronzemedalje i toerkano på 500 m i 2011 sammen med Peter Kretschmer. De vandt også EM-sølv på 1.000 m i 2012. Samme år repræsenterede duoen Tyskland ved OL i London, hvor de i toerkano på 1.000 m med sejr i indledende heat kvalificerede sig direkte til finalen. Her lagde den aserbajdsjanske båd sig i spidsen først i løbet, men Kretschmer og Kuschela fulgte godt med. Da aserbajdsjanerne ikke kunne holde tempoet til sidst i løbet, skød tyskerne frem og sikrede sig guldet foran de hviderussiske brødre Andrej og Aljaksandr Bahdanovitj på andenpladsen og russerne Aleksej Korovasjkov og Ilja Pervukhin, der fik bronze.
I 2013 blev han verdensmester i firerkano på 1.000 m sammen med blandt andet Kretschmer. Han indstillede sin elitekarriere i 2015 for at koncentrere sig om en karriere inden for brandvæsenet.